# 手塚治虫劇場
「手塚治虫劇場」（てづかおさむげきじょう）は、手塚治虫原作の名作短編マンガを原作として実写化し、2000年4月13日にテレビ朝日系列で放送されたオムニバスドラマである。制作は、テレビ朝日・イースト。

## 放送時間
- 木曜20:00 - 21:48
  - 20時枠の『木曜ミステリー 京都迷宮案内（第2シリーズ）』と21時枠の『木曜ドラマ 恋愛中毒』は既に終了、翌4月20日から『別れる2人の事件簿』（『木ミス』）と『アナザヘヴン』（『木ドラ』）をそれぞれ開始する（但し『ニュースステーション』の同時期のフライングスタートのため、前者は19:54、後者は20:54開始となる）。

## 内容
第一章「るんは風の中」
- 脚本：深沢正樹
- 監督：君塚匠
- キャスト：今井翼、池脇千鶴、森本レオ、深浦加奈子、風見章子

第二章「ふしぎなメルモ」
- 脚本：梅田みか
- 監督：五木田亮一
- キャスト：木村佳乃、寺脇康文、風吹ジュン

第三章「カノン」
- 脚本：矢島正雄
- 監督：上川伸廣
- キャスト：緒形拳、富田靖子、大石恵、谷啓

## 映像ソフト化
- 2001年に「手塚治虫劇場」のビデオソフトがバンダイビジュアルより発売された。

| スタブアイコン | サブスタブ | この項目は、まだ閲覧者の調べものの参照としては役立たない、テレビ番組に関連した書きかけの項目です。この項目を加筆・訂正などしてくださる協力者を求めています（P:テレビ/PJ:放送または配信の番組）。 |